# Арам Фаніян

Арам Фаніян — український професійний боксер, вірменського походження, який виступає в першій напівсередній вазі. Володіє другорядними чемпіонськими титулами WBF та WBO Global.

## Біографія
Народився 2 лютого 1997 року, в Броварах, на Київщині, в спортивній, боксерській родині. Батько хлопця, був боксером, майстром спорту СРСР, його брат також професійний боксер в минулому а нині засновник і голова промоутерської компанії «SpartaBox Faniian Promotions». Народившись в родині з сильними боксерськими традиціями, не дивно, що хлопець обрав для себе цей вид діяльності.
Тренуватися хлопець почав з 11 років, він відвідував спортивну секцію в Києві, його першим тренером був Володимир Богатиренко. Згодом вже маючи звання кандидату в майстри спорту, Арам вступив до Броварського вищого училища фізичної культури, яке відкрило йому дорогу на професійний ринг.
Нині Арам Фагіян володіє поясом чемпіона WBO Global, який він завоював 3 серпня 2024 року, перемігши мексиканця, Хуана Родрігеcа. Також боєць вже встиг захистити цей титул, перемігши 25 січня 2025 року аргентинця Ніколаса Хару. Його брат і промоутер Ігор Фагіян, стверджує що пояс WBO Global, я необхідною проміжною сходинкою, на шляху до бою за звання чемпіона WBO.